# Marian Gadzalski

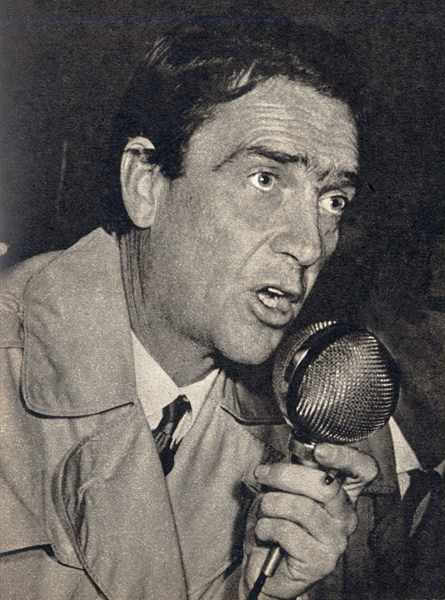
Bohdan Tomaszewski; Foto: Marian Gadzalski

Marian Gadzalski (ur. 10 kwietnia 1934 w Psarach koło Piotrkowa Trybunalskiego, zm. 12 sierpnia 1985) – polski artysta fotograf. Członek Okręgu Warszawskiego Związku Polskich Artystów Fotografików.

## Życiorys
Marian Gadzalski fotografował od lat młodości. Po ukończeniu szkoły średniej, służby wojskowej (w marynarce wojennej) – rozpoczął pracę w wydawnictwie „Strażak”. Od 1962 roku pracował w wydawnictwie „Nowa Wieś”, na zlecenie którego po raz pierwszy wykonał fotoreportaż ze Stadniny Koni Janów Podlaski – w 1965 roku. Uprawiał fotografię przyrodniczą, fotografię pejzażową, fotografię przemysłową, fotografię portretową oraz fotografię ze szczególnie ulubionym tematem koni. W 1963 roku Marian Gadzalski został przyjęty w poczet członków rzeczywistych Okręgu Warszawskiego Związku Polskich Artystów Fotografików.
Marian Gadzalski jest autorem i współautorem wielu wystaw fotograficznych; indywidualnych (w Doncaster, Kielcach, Krakowie, Lipsku, Londynie, Nowym Jorku, Warszawie), zbiorowych, poplenerowych, pokonkursowych – w Polsce, Europie, Ameryce, Australii. Brał aktywny udział w Międzynarodowych Salonach Fotograficznych, organizowanych (m.in.) pod patronatem FIAP, zdobywając wiele medali, nagród, wyróżnień, dyplomów, listów gratulacyjnych.
Marian Gadzalski zmarł tragicznie 12 sierpnia 1985 roku, zginął w wypadku samochodowym w drodze do Michałowa – na sesję zdjęciową. Pochowany na starym cmentarzu na Służewie przy ul. Fosa w Warszawie.

## Wybrane wystawy zbiorowe
- „Polska fotografia artystyczna”
- „Polska fotografia krajoznawcza”
- „Szlachetna fotografia”[10]

Źródło

## Odznaczenia
- Srebrny Krzyż Zasługi
- Złoty Krzyż Zasługi

Źródło